# Rie tomosaka best
『rie tomosaka best』（りえ ともさか ベスト）は、ともさかりえ初のベストアルバム。1999年10月8日発売。

## 概要
シングル「エスカレーション」からアルバム「むらさき。」までの間の全てのシングル曲、一部のカップリング曲・アルバム曲を収録している。本作に収録されているのは「ともさかりえ」名義の楽曲のみであり、「さかともえり」「Gonna be fun」名義で発売された楽曲は収録されていない。
6曲目の「Somewhere」はこのベスト・アルバムのための新曲。また、4曲目の「はじめてのサヨナラ」と8曲目の「そんなの気にしない」にはリアレンジ、12曲目の「木蓮のクリーム」にはリミックスが施されている。
2009年6月24日には、復刻版として本作の後に発売されたシングル「少女ロボット」収録曲を全て収録した「rie tomosaka best +3」が発売された。

## 収録曲
| #   | タイトル                                                | 作詞           | 作曲              | 編曲     | 時間 |
| --- | ------------------------------------------------------- | -------------- | ----------------- | -------- | ---- |
| 1.  | 「カプチーノ」                                          | シーナ・リンゴ | シーナ・リンゴ    | 亀田誠治 | 3:55 |
| 2.  | 「エスカレーション」                                    | 秋元康         | M.Rie（宮島理恵） | 西平彰   | 4:59 |
| 3.  | 「泣いちゃいそうよ」                                    | 秋元康         | 上田知華          | 京田誠一 | 4:37 |
| 4.  | 「はじめてのサヨナラ (Rearrenge version)」              | 古内東子       | 古内東子          | 重実徹   | 3:59 |
| 5.  | 「ジェラシー」                                          | 秋元康         | coba              | coba     | 3:12 |
| 6.  | 「Somewhere」                                           | 川村結花       | 川村結花          | 重実徹   | 5:06 |
| 7.  | 「愛しい時」                                            | YOU            | 上田知華          | 高野寛   | 4:08 |
| 8.  | 「そんなの気にしない (Rearrenge version)」              | 秋元康         | 山口由子          | 西平彰   | 5:08 |
| 9.  | 「恋してる」                                            | 古内東子       | 古内東子          | 亀田誠治 | 4:40 |
| 10. | 「くしゃみ」                                            | 秋元康         | 山口美央子        | 西平彰   | 4:25 |
| 11. | 「2人」(アニメ「金田一少年の事件簿」エンディングテーマ) | 秋元康         | 松本俊明          | 京田誠一 | 4:51 |
| 12. | 「木蓮のクリーム (Remix version)"」                     | シーナ・リンゴ | シーナ・リンゴ    |          | 5:02 |